# Гродненская типография
Гродненская королевская типография (бел. Гродзенская каралеўская друкарня) — одно из крупнейших в конце XVIII века издательств на территории современной Беларуси. Работала в Гродно в 1775—1796(?) годах.
Создано на основе Типографии Виленской иезуитской академии, перевезённой в Гродно в 1775 году придворным литовским подскарбием (бел.) Тизенгаузом после упразднения Ордена иезуитов. В Гродненской типографии работало около 30 человек, и она имела собственную мастерскую по литью букв. Типография издала около 100 книг научной, религиозной и художественной литературы на польском, латинском, церковнославянском, французском, немецком языках и иврите. Печатала материалы заседаний Сейма Речи Посполитой и Трибунала Великого Княжества Литовского. Издания отличались высоким качеством печати, художественного оформления и бумаги, завозившейся преимущественно из Пруссии.
Прекратила деятельность в середине 1790-х годов, оборудование было передано Виленскому епископству (бел.).
В Гродненской типографии изданы «Краткий сборник карфагенской и египетской истории» Г. Борецкого (1776), «Флора Литвы» Ж. Э. Жилибера (1781), труды Вольтера, Мольера, Ф. Карпиньского, И. Красицкого, М. Карповича (бел.) и других. В 1776—1783(?) годах здесь печатался еженедельник «Gazeta Grodzieńska», в 1796-м — «Kurier Litewski» («Литовский вестник»).